# Coccineorchis
Coccineorchis ist eine Pflanzengattung innerhalb der Familie der Orchideen (Orchidaceae). Die etwa acht Arten sind in der Neotropis verbreitet.

## Beschreibung

### Vegetative Merkmale
Coccineorchis-Arten wachsen als ausdauernde krautige Pflanzen. Die Arten der Gattung Coccineorchis sind relativ große Orchideen. Aus einem Rhizom entspringen büschelweise die fleischigen, behaarten, spindel- oder zylinderförmigen Wurzeln. Die lang gestielten Laubblätter stehen zu dritt bis acht in einer Rosette. Die einfachen Blattspreiten sind oval mit zugespitztem oberen Ende.

### Generative Merkmale
Der endständige, traubige Blütenstand ist in Abständen mit Hochblättern besetzt. Die Blüten stehen dicht gedrängt, sind etwas herabhängend. Die zwittrigen Blüten sind röhrenförmig und auffallend gelb, orangefarben oder rot. Der Fruchtknoten ist nicht gestielt, zylindrisch bis spindelförmig und etwas in sich verdreht. Die Sepalen sind lanzettlich, die seitlichen etwa zur Hälfte miteinander verwachsen. Die Petalen haften dem dorsalen Sepal an. Die Lippe bildet an ihrer Basis zusammen mit den seitlichen Sepalen und der Säule ein Nektarium, dort sitzen seitlich zwei fleischige, nach hinten gerichtete Nektardrüsen. Der mittlere Teil der Lippe ist rinnenförmig, die Seiten nach oben neben die Säule geschlagen und dieser anhaftend. An der Spitze ist die Lippe herabgebogen, dort am Rand gewellt oder gekräuselt. Die Säule ist schlank, länglich, etwas behaart, nicht mit dem lateralen Sepal verwachsen, die Basis am Fruchtknoten ist asymmetrisch. Die Narbe ist halbkreisförmig, nach vorne weisend, mit leicht erhabenem Rand. Das Trenngewebe zwischen Narbe und Staubblatt (Rostellum) ist steif, etwas knorpelig, lanzettlich, spitz zulaufend. Das Staubblatt ist oval-lanzettlich, spitz, auf der Oberseite mit einer runden Erhebung. Es enthält die weißlichen, keulenförmigen Pollinien, die an einer großen, länglich-schmalen, grauen Klebscheibe (Viscidium) hängen. 

## Ökologie
Farbe und Form der Blüten deutet auf eine Bestäubung durch Kolibris.

## Standorte
Die Coccineorchis-Arten wachsen in Höhenlagen von 800 bis 3200 Meter im Schatten immerfeuchter Wälder.

## Systematik, botanische Geschichte und Verbreitung
Die Gattung Coccineorchis wurde 1920 durch Rudolf Schlechter in Beihefte zum Botanischen Centralblatt. Abt. 2 Band 37, Teil 2, Seite 434 aufgestellt. Der Gattungsname Coccineorchis kommt von griechisch κόκκινος kokkinos für „scharlach“ und bezieht sich auf die Farbe der Blüten. Als einzige Art nannte Schlechter 1920 eine schon vorher durch Kraenzlin als Spiranthes corymbosa beschriebene Orchidee. Erst 1978 stellte Garay fest, dass dieselbe Art schon viel früher, 1845, durch Lindley als Stenorrhynchos cernuum beschrieben wurde, weshalb der Name der Typusart Coccineorchis cernua lautet.
Die Gattung Coccineorchis gehört zur Subtribus Spiranthinae der Tribus Cranichideae. Aufgrund äußerlicher Ähnlichkeiten wurde eine Verwandtschaft mit Stenorrhynchos vermutet, was aber andere Untersuchungen nicht bestätigen konnten. Die Gemeinsamkeiten von Coccineorchis, Stenorrhynchus und auch Sacoila werden als konvergente Evolution aufgrund der Bestäubung durch Kolibris gedeutet. Genetische Untersuchungen stellen Coccineorchis in die Nähe der Gattung Pelexia.
Coccineorchis ist in der Neotropis verbreitet. Von Mexiko im Norden kommt sie über Zentralamerika und entlang der Andenkette bis Peru vor. 
Es gibt etwa acht Arten in der Gattung Coccineorchis:
- Coccineorchis bracteosa (Ames & C.Schweinf.) Garay: Sie kommt von Nicaragua bis Ecuador vor.[1]
- Coccineorchis cernua (Lindl.) Garay: Sie kommt von Mexiko bis Peru vor.[1]
- Coccineorchis cristata Szlach., Rutk. & Mytnik: Sie wurde 2004 erstbeschrieben und kommt in Costa Rica sowie Panama vor.[1]
- Coccineorchis dressleri Szlach., Rutk. & Mytnik: Sie wurde 2004 erstbeschrieben und kommt in Costa Rica sowie Panama vor.[1]
- Coccineorchis navarrensis (Ames) Garay: Sie kommt von Nicaragua bis ins nordwestliche Kolumbien vor.[1]
- Coccineorchis sneidernii Szlach. & Kolan.: Sie wurde 2019 aus Kolumbien erstbeschrieben.[1]
- Coccineorchis standleyi (Ames) Garay: Sie kommt von Honduras bis Kolumbien vor.[1]
- Coccineorchis warszewicziana Szlach., Rutk. & Mytnik: Sie wurde 2004 erstbeschrieben und kommt in Costa Rica über Panama bis ins nordwestliche Kolumbien vor.[1]